# López (kommun i Colombia, Cauca, lat 3,00, long -77,25)
López är en kommun i Colombia.   Den ligger i departementet Cauca, i den västra delen av landet, 400 km sydväst om huvudstaden Bogotá. Antalet invånare är 19 326. Arean är 3 241 kvadratkilometer.
Terrängen i López är varierad.